# E611
E611 är en 65 km lång europaväg som endast går i Frankrike. Den går från Lyon till Pont-d'Ain, längs motorvägen A42. Den ansluter till europavägarna E15, E21 och E62. Detta är en kort europaväg.